# Aurelio Tiratelli
Aurelio Tiratelli (* 1842 in Rom; † 3. Mai 1900 ebenda) war ein italienischer Maler.
1856 wurde Tiratelli mit 14 Jahren Schüler an der Accademia di San Luca in seiner Heimatstadt. Anfangs war er Schüler der Bildhauer Scipione Tadolini und Pietro Tenerani und war – zusammen mit seinen Lehrern – an der Erschaffung des Grabmals für den Gesandten von Mexiko, Baron Guerra, beteiligt.
Tiratelli wechselte später von der Bildhauerei zur Malerei und wurde – an derselben Akademie – Schüler der Maler Alessandro Capalti, Tommaso Minardi und Francesco Podesti. Über die Genre- und Tiermalerei fand Tiratelli dann ab 1875 zur Landschaftsmalerei.
Der Maler Cesare Tiratelli war sein Sohn.
Im Alter von ungefähr 58 Jahren starb der Maler Aurelio Tiratelli am 3. Mai 1900 in Rom.
Tiratelli fand die Themen für sein gesamtes künstlerisches Werk in Rom und dessen Umgebung. Trotz manchmal angedeuteter Monumentalität zeichnet es sich durchwegs durch Genauigkeit in den Details aus.

## Werke
- Viehmarkt in der römischen Campagna
- Ein Eisenbahnunglück
- Landleute auf einem von Büffeln gezogenen Wagen
- Ernte in der Campagna
- Erntewagen in der römischen Campagna
- Ochsenherde auf der Landstraße
- Kampf der Büffel in der Campagna
- Büffelherde an der Tränke

Dieser Artikel basiert auf einem gemeinfreien Text aus Meyers Konversations-Lexikon, 4. Auflage von 1888 bis 1890.
| Personendaten    | Personendaten       |
| ---------------- | ------------------- |
| NAME             | Tiratelli, Aurelio  |
| KURZBESCHREIBUNG | italienischer Maler |
| GEBURTSDATUM     | 1842                |
| GEBURTSORT       | Rom                 |
| STERBEDATUM      | 3. Mai 1900         |
| STERBEORT        | Rom                 |